# Ans
Ans je gradić u Jutlandu na obali jezera Tangerang. To je najveći grad na obali tog jezera. Prema procjeni iz 2009. grad ima 1708 stanovnika. Poznat je po željezničkom prometu.